# Mike Haggar
Mike Haggar (マイク・ハガー) Maiku Hagā es un personaje ficticio, uno de los tres héroes principales del Final Fight original. Era el alcalde de Metro City y, con la ayuda de Cody Travers y Guy, partió en busca de su hija Jessica, enfrentándose a los malhechores de la organización criminal Mad Gear, los cuales habían secuestrado a su hija para evitar que siguiese en su efectivo plan contra la delincuencia y la violencia que había implementado. Su estilo de lucha es el Wrestling, y basa sus ataques en golpes lentos pero contundentes y varios tipos de llaves.
Posteriormente a los eventos del primer Final Fight, se entera de que un luchador profesional ruso llamado Zangief, le había copiado su movimiento Spinning Clothesline, por lo que Haggar investigó sobre este luchador y decidió pagarle con la misma moneda copiando su mejor movimiento, el Spinning Pile Drive, el cual exhibió en Final Fight 2. En este juego Haggar va en ayuda de Maki Genryusai y con el objetivo de desarticular la red a nivel internacional que poseía Mad Gear.
En el último y nuevo juego Final Fight: Streetwise, Haggar ya no es alcalde de Metro City, pero sigue en la brecha debido a su amor utópico por lo que la ciudad fue en su día y espera que podría volver a ser. Aunque sin comparación con el poder que tenía en el ayuntamiento hace años, Haggar hace lo que puede para mantener la paz en su coto privado. Se mantiene en muy buena forma entrenando a promesas de la lucha callejera en su propio gimnasio, el Mat & Muscle.
Haggar también apareció en la saga de lucha llamada Slam Master o Ring of Destruction / Super Muscle Bomber (este último nombre editado en USA) un título de la placa CPS1, más tarde sale también en la segunda parte que apareció bajo la placa CPS2.

## Datos Adicionales
Se había dicho en el juego del Saturday Night Slam Master conocida en la versión japonesa como Muscle Bomber - The Body Explosion se hacía referencia a que Haggar llegaba a practicar la lucha libre del wrestler antes de ser alcalde del Metro City aunque lo contradice la versión Inglesa donde elimina las referencias de la versión japonesa diciendo que Haggar en el juego llegaba a practicar la lucha libre cuando ya es exalcalde del Metro City, al parecer tiene sentido que desde el juego Final Fight: Streetwise, Haggar se dedicó a la lucha libre del wrestler después de ya no ser alcalde y llegar a entrenar a personas en su gimnasio, sin embargo en el juego del Marvel vs Capcom 3 Fate of Two Worlds, en el perfil de historia de Mike Haggar del juego se llega a mencionar sobre el estilo de lucha que llega a ser empleado por movimientos de lucha libre del Wrestler, sin olvidar que en el juego los acontecimientos se dan durante el Final Fight donde Haggar llegaba a buscar ser el alcalde de Metro City en el juego, donde dejaría en claro y evidentemente que Haggar si ha llegado a practicar la lucha libre desde antes llegando a ser válida las referencias de la versión japonesa del Saturday Night Slam Masters donde él ha llegado a ser un gran fanático a la lucha libre pero no se sabe si ya la había practicado con Zangief.
En los Street Fighter Alpha tanto el 2 y el 3 ha hecho cameos en los escenarios de fondo de Guy y aparece en el final de Rolento en el Street Fighter Alpha 2. Sin olvidar que ha llegado a hacer cameo de fondo en el escenario en el Super Street Fighter IV y en la fase de Bonus, donde se veíaa un anuncio de él del Metro City, al igual que en la introducción animada de Cody se puede ver a Haggar en un anuncio de una pared donde apareció el junto con Cody y Guy llegando a ser referencia como los héroes del Metro City del Final Fight.
En el Capcom Fighting Evolution hace un cameo en el final de Alex donde Haggar iba a ser el oponente a enfrentarse a Alex en una pelea de lucha libre del wrestler.
Él ha llegado aparecer en toda la serie del juego de cartas SNK vs. Capcom: Card Fighters Clash
En el juego del Street Fighter IV una vestimenta de Haggar está disponible en descarga y es utilizada por Zangief
En el juego del Ultimate Marvel vs Capcom 3 se llega a revelar datos sobre los colores de vestimentas alternativas de Mike Haggar donde se dice que cada uno llega a tener una inspiración, algunas llegaron a formar parte del primer título de Marvel vs Capcom 3 Fate of Two Worlds, y en este nuevo título obtendrá dos nuevos colores alternativos, el primer color alternativo de color verde con camuflaje como una vestimenta que utilizando los soldados en batallas fue inspirado a las batallas que siempre llegaba a tener Haggar durante los juegos del Final Fight, el segundo traje de color negro llega a ser representado a un traje formal como los hombres que acostumbra a usar al llegan a salir a reuniones importantes, el tercer color se ve representando a los hombres que llegaron a prestar servicio militar y que llegan a ser un general retirado, el pantalón llega a ser un color gris donde se ve el traje que acostumbraban a usar los hombres de mayor edad y el color del pelo y el bigote llegaban a ser un color gris donde también representaba a la avaricia adulta, el siguiente traje llega a ser uno de los nuevos del Ultimate, donde el primero llega a ser un color rojo que llega a representarse como una de los colores que son utilizados por personas jóvenes siendo parte de la moda, este color enfocaría a Haggar llegando a verse como una persona más joven, el último que es exclusivo también para el Ultimate es una vestimenta de aspecto de leopardo, esta se demuestra a Haggar en sus días libres también dándole un aspecto mejorado, este tipo de vestimenta es considerada una inspiración por el personaje de Marvel, Kraven el Cazador, porque posee una vestimenta de un leopardo.
En el juego del Street Fighter x Tekken se pudo ver a Haggar momentáneamente en el principio de un tráiler donde el salía que perdía una pelea de lucha con el personaje King y Marduk, fans afirmaban que al verlo pensaban que el sería un personaje jugable, sin embargo el productor Yoshinori Ono declaró que al aparecer un personaje momentáneamente en un tráiler no aseguraba si iba a ser jugable o no, pero entraba entre las posibilidades que quizá pueda aparecer, hasta el momento no se conoce si podría aparecer en este juego pero fans afirma que podría ser posible que salga y se de la primera vez que salga en un juego de Street Fighter aunque tratándose en un juego crossover de lucha. Sin embargo solamente llegaría a salir como un cameo de Escenario en donde aparecían algunos personajes formados por el Mad Gear, Haggar llegaba aparecer y perseguir en todo el escenario a Sodom mismo escenario que volvió aparecer en el Ultra Street Fighter IV haciendo cameo de fondo nuevamente.

## Marvel vs Capcom 3: Fate of Two Worlds
En este juego Mike Haggar hará por primera vez su aparición en un juego de lucha después de 23 años ya que su primera aparición podía haber sido de primero en el juego de Capcom Fighting All-Star el cual fue cancelado aunque la versión Beta fue jugable Haggar, durante el año 2010 cuando en el E3 fue presentado el juego de Marvel vs Capcom 3 por primera vez al público la versión Prueba, un día después en la página oficial de Marvel vs Capcom 3 la versión Japonesa, llegó a darse una información en ese mismo día que se había filtrado una lista de personajes que un usuario llegó a ver en la página de Marvel vs Capcom 3 por medio del Código Fuente, entre esos nombres estaba el de Mike Haggar, el cual esos nombres fueron borrados inmediatamente que para muchos fue accidentalmente enseñado el cual empezaron a opinar los fans que si podría tratarse de la lista filtrada y otros que no podía ser cierta ya que aparecía el nombre de algunos personajes que no iban aparecer en el juego, durante el paso del tiempo se pudo comprobar que poco a poco se estaba confirmando cada personaje de la lista filtrada estaba siendo cierto el cual los fans estaban empezando a convencerse de que si llegaba a ser en realidad la lista filtrada que se ha llegado a cumplir en la mayor parte.
Meses después en octubre llegó a darse una celebración del día de Halloween el 31 de octubre en la Comunidad de Capcom donde los trabajadores de la empresa llegaban a estar usando disfraces durante ese día, accidentalmente en una de esas fotos se pudo ver a alguien que estaba sentado y atrás de él se pudo ver en el monitor una imagen de Mike Haggar un modelo de 3-D estilo de Marvel vs Capcom 3, cuando se llegó a mostrar esa información al público muchos estaban llegando a ver que la presencia de Haggar en el juego era cada vez más cerca el cual dicha imagen fue borrada inmediatamente porque muchos llegaron a suponer que fue mostrada accidentalmente o quizá intencionalmente.
Otro dato y revelado por el productor Ryota Niitsuma, Mike Haggar era un personaje muy solicitado por los fans para que llegara aparecer en el juego, la razón porque fue elegido al aparecer no solo fue por su popularidad, si no el mismo productor mencionó que en el juego quería limitar la cantidad de personajes de cada serie, él estaba en busca un personaje tipo Macho como Zangief llegara a reemplazar el cual el indicado llegó a ser Mike Haggar para reemplazarlo y por lo tanto no le molesto en nada su gran popularidad que tenía Mike Haggar.
El 6 de enero de 2011 por fin fue confirmado oficialmente Mike Haggar.
El apareció en la versión actualizada del Ultimate Marvel vs. Capcom 3 donde tuvo mejoras en sus movimientos con el título anterior, volverá a aparecer una vez más como un personaje jugable en el Marvel vs Capcom: Infinite, su rival es Hulk.

## Apariciones
- Capcom Fighting All Stars (Cancelado)
- SNK vs. Capcom: Card Fighters Clash (toda la serie)
- Namco X Capcom
- Marvel vs. Capcom 3: Fate of Two Worlds
- Ultimate Marvel vs Capcom 3 (Versión actualizada del primero)